# Anders Bardal
Anders Bardal, norveški smučarski skakalec, * 24. avgust 1982, Trondheim, Norveška.
Bardal je na tekmah svetovnega pokala debitiral v sezoni 2000/2001 v Willingenu. Večinoma je nastopal v kontinentalnem pokalu, zbral kar 13 zmag, v sezonah 2004/05 in 2005/06 pa je bil prvi v skupnem seštevku. Šele leta 2006 ga je trener Mika Kojonkoski uvrstil v norveško A ekipo. Na svetovnem prvenstvu v Saporu leta 2007 je na ekipni tekmi na veliki skakalnici osvojil srebrno medaljo. Kariero je zaključil 19.03.2015, nekaj dni pred začetkom finala v Planici. Njegov zadnji tekmovalni skok je bil 15.03.2015 v Oslu na Holmenkollnu.

## Zmage v svetovnem pokalu
| Sezona  | Prizorišče |
| ------- | ---------- |
| 2007/08 | Zakopane   |
| 2011/12 | Engelberg  |
| 2011/12 | Kulm       |
| 2011/12 | Willingen  |
| 2012/13 | Wisła      |
| 2012/14 | Zakopane   |